# ГЕС Gùdī
ГЕС Gùdī (固滴水电站) — гідроелектростанція у центральній частині Китаю в провінції Сичуань. Знаходячись перед ГЕС Xīncáng, входить до складу каскаду на річці Shuiluo, лівій притоці Дзинші (верхня течія Янцзи).
У межах проєкту річку перекрили бетонною греблею висотою 31 метр, яка спрямовує ресурс до дериваційного тунелю довжиною 10,8 км. Вода в підсумку надходить до підземного машинного залу, де встановлено три турбіни типу Френсіс потужністю по 46 МВт. Вони використовують перепад висот між верхнім та нижнім б'єфом у 142 метри та забезпечують виробництво 593 млн кВт·год електроенергії на рік.